# مطار سمبورنا
مطار سمبورنا (إياتا: SMM، إيكاو: WBKA) هو مطارٌ يخدم مدينة سمبورنا [الإنجليزية] في ولاية صباح بماليزيا. لا يخدم المطار أي رحلات مدنية تجارية حاليًا.

## روابط خارجية
- تاريخ الحوادث لـ (SMM) على شبكة سلامة الطيران.